# Ionen-Mobilitäts-Spektrometer

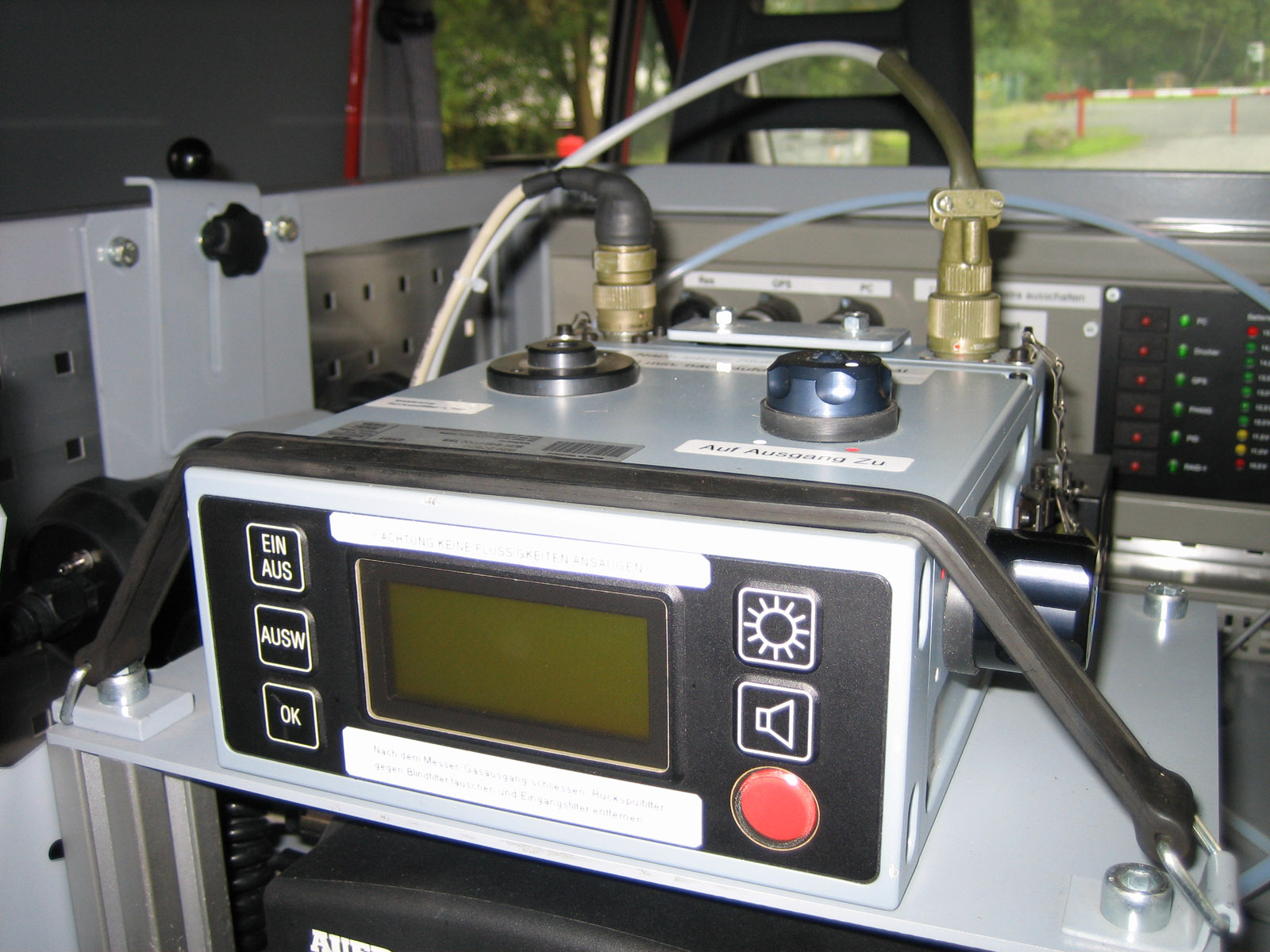
IMS installiert in einem ABC-Erkundungskraftwagen

Ein Ionen-Mobilitäts-Spektrometer (englisch ion mobility spectrometer, IMS) ist ein Gerät zur chemischen Analyse.
Es war zuerst unter dem Namen „Plasma-Chromatograph“ bekannt geworden und zeichnet sich durch niedrige Nachweisgrenzen (unterer ppb-Bereich), kurze Ansprechzeiten und die Detektierbarkeit unterschiedlicher chemischer Substanzklassen bei Umgebungsdruck aus.

## Funktionsweise

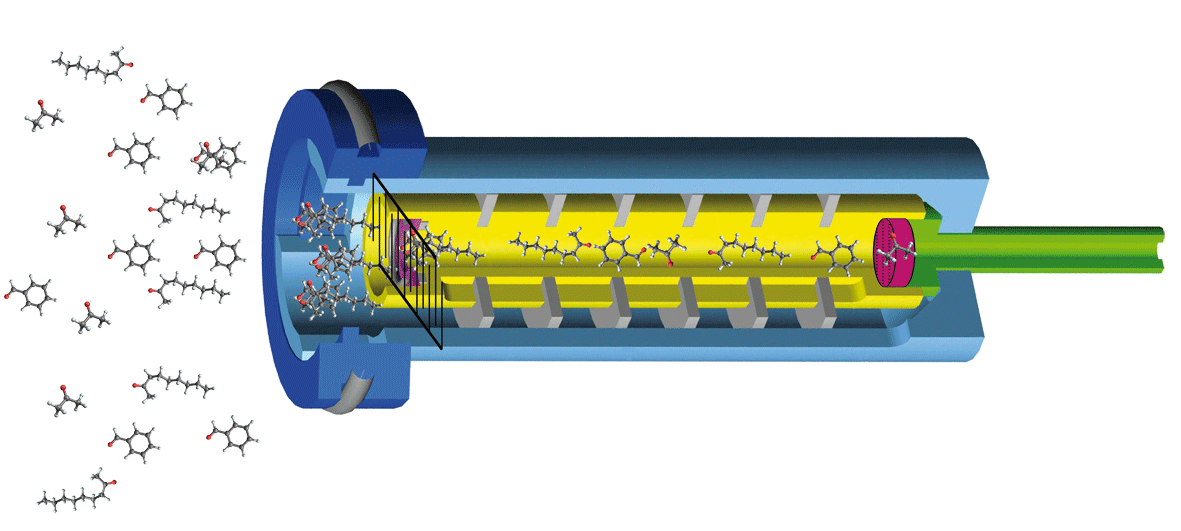
Arbeitsprinzip eines IMS

Der Analyt wird ionisiert und die Ionen werden von einem elektrischen Feld durch ein Gas „gezogen“. Durch Kollisionen mit den Gasmolekülen werden die Ionen gebremst, wobei diese „Reibungskraft“ bei großen Molekülen stärker ist als bei kleinen Molekülen. Deshalb bewegen sich kleine Moleküle in der Regel mit einer höheren Geschwindigkeit im Gas. Entscheidend ist, dass die Ionen Energie im elektrischen Feld zwischen zwei Stößen aufnehmen und bei einem Stoß wieder abgeben. Da dies sehr schnell geschieht, erreichen die Ionen eine für sie charakteristische mittlere Geschwindigkeit. Der Drift im elektrischen Feld wird als Driftgeschwindigkeit bezeichnet. Da diese Driftgeschwindigkeit vor allem wegen der Molekülgröße, aber auch wegen anderer physikalischer Parameter (Polarisierbarkeit) für verschiedene Ionen der Analyt-Moleküle unterschiedlich ist, können diese voneinander unterschieden werden. Häufig ist es auch möglich Isomere zu trennen, die zwar gleiche Massen haben, aber unterschiedlich geometrisch aufgebaut sind und dadurch andere Stoßparameter und daher unterschiedliche Driftgeschwindigkeiten haben.
Es gibt zwei wesentliche Bauformen, die sich in der Stärke des elektrischen Feldes in der Driftröhre unterscheiden lassen:
- niederenergetische mit elektrischen Gleichfeldern um 300 V/cm
- höherenergetische mit Gleich- und Wechselfeldern deutlich über 1000 V/cm

Charakteristische Größenordnungen für die Driftgeschwindigkeit sind 10 m/s, für Driftstrecken von 10 cm werden um 10 ms benötigt.
Sofern keine vollständige Unterscheidung durch die Driftgeschwindigkeit allein erreicht werden kann, kommen chromatographische Methoden zum Einsatz (Chromatographie oder Gaschromatographie), um die Moleküle im Idealfall nacheinander in den Ionisationsraum eintreten zu lassen. So entstehen charakteristische dreidimensionale Abhängigkeiten von der Retentionszeit, der Driftzeit und dem Ionenstrom.
Der wesentliche Unterschied zu elektrochemischen Gassensoren liegt darin, dass dort auf den Sensor einwirkende chemische Reaktionen die elektrische Leitfähigkeit verändern.
Bei Massenspektrometern wird im Hochvakuum gearbeitet, im Gegensatz dazu bei IMS unter Umgebungsdruck. Daher benötigen Massenspektrometer Hochvakuumpumpen und sind in der Regel deutlich größer als IMS. Physikalisch gesehen ist die Wahrscheinlichkeit, dass ein Ion ein Molekül auf dem Driftweg „trifft“ beim Massenspektrometer nahe Null. Beim IMS ist diese Wahrscheinlichkeit sehr nahe bei 1. In der Regel treten sehr viele Stöße auf, so dass bereits nach sehr kurzer Wegstrecke eine konstante Driftgeschwindigkeit im elektrischen Feld erreicht wird.
Viele Anwendungen von IMS beruhen darauf, dass Luft als Trägergas direkt verwendet werden kann.

## Anwendungen
- Detektion von Sprengstoffen (z. B. auf Flughäfen), Drogen, chemischen Kampfstoffen und Schimmelpilzen
- Verwendung bei der Odorierung von Erdgas
- Einsatz in der Diagnostik und Therapie von Lungenerkrankungen, z. B. Bronchialkarzinom, Chronisch obstruktive Lungenerkrankung oder Sarkoidose, von Abstoßungsreaktionen nach Lungentransplantationen und bei Besiedlung mit Bakterien, siehe Atemgasanalyse

## Forschung
Auf dem Gebiet der Ionenmobilitätsspektrometrie wird weiterhin intensiv geforscht. Hierbei geht es vor allem darum, die Auflösung sowie deren Empfindlichkeit weiter zu erhöhen.
Es findet jährlich die Konferenz ISIMS statt. Darüber hinaus wird in regelmäßigen Abständen das IMS-Anwendertreffen in Deutschland veranstaltet. Zudem gibt es mit dem International Journal for Ion Mobility Spectrometry ein wissenschaftliches Journal, herausgegeben vom Springer-Verlag, welches 2020 auf Springer Nature Applied Sciences verschmolzen wurde.